# Миллер, Деннис (австралийский актёр)
Деннис Миллер (англ. Dennis Miller; род. в 1937 году, Хобарт, Тасмания, Австралия) — австралийский актёр кино и телевидения.
Начал свою карьеру в 1959 году. До её окончания снялся более чем в 40 фильмах и сериалах.
Деннис Миллер известен по таким фильмам и сериалам, как: «Бешеный пёс Морган», «Одурачивая», «Жара», «Звёздная болезнь», «Побег из Ковры», «Специальный отряд», «Отвязные каникулы», «Крик в темноте», «Вечная тайна семьи», «Изумрудный город», «Элли и Джулс», «Шансы», «Перекрёсток», «Хорошие парни — плохие парни», «Билет в одну сторону» и др.
В 1968 году Деннис Миллер женился на актрисе Элспет Баллантайн. Через 9 лет, в 1977 году, супруги разошлись. У них есть двое детей.

## Награды
- Премия «AACTA» за лучшую мужскую роль второго плана